# Trilvuller

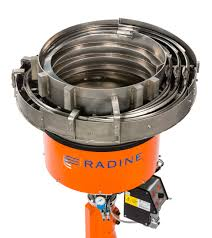
Een voorbeeld van een trilvuller

Een trilvuller is een apparaat uit de bedrijfsmechanisatie, waarmee onderdelen, nodig voor de gemechaniseerde montage, in de juiste positie worden aangevoerd op de montageplaats. De trilvuller wordt ondersteund door veren en aangedreven door een elektromagneet, waardoor een specifieke beweging wordt verkregen die de onderdelen scheidt en aanvoert.

Een trilvuller is opgebouwd uit de volgende onderdelen:
- een aandrijving,
- een voeding (stuurelement),
- een trommel.
Een trilvuller wordt aangedreven door een aandrijving en gestuurd door een stuurelement. Op de aandrijving is een trommel gemonteerd. In de trommel van de trilvuller is vaak een speciaalvervaardigde inrichting gemaakt. Het bedenken, uitwerken (veelal handwerk) en afwerken van een trilvuller is specialistich werk. 
De aandrijving bestaat uit de basis, een gietstuk, een magneet en een verenpakket. Het verenpakket is geplaatst in een cirkel, de veren zorgen voor een roterende beweging in de trommel. De magneet krijgt sturing vanuit het stuurelement, afhankelijk van de instellingen in het stuurelement en het type magneet kan deze ca. 50Hz, of 100Hz trillen. Naast de frequentie is met specifieke stuurelementen ook de amplitude te sturen. Door deze twee factoren kan een trilvuller optimaal ingesteld worden naar nagenoeg elke situatie. 

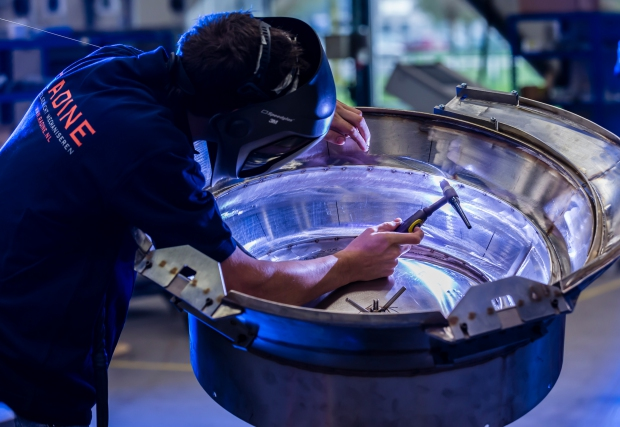
De bouw van de trommel van een trilvuller is handwerk

Aangezien een trilvuller bijna geen 'contactonderdelen' heeft, is de levensduur enorm lang (>20jr is geen uitzondering, afhankelijk van het product en omstandigheden).